# Kabinett Cvijanović I
Mit dem Namen Kabinett Cvijanović I wurde die zwischen dem 12. März 2013 und 18. Dezember 2014 bestehende Regierung der Republika Srpska bezeichnet, die in der 8. Legislaturperiode der Nationalversammlung der Republika Srpska gewählt wurde. Die Zusammensetzung des neu gebildeten Kabinetts unter Vorsitz der Premierministerin Željka Cvijanović, bestand aus Mitglieder der Parteien von Savez nezavisnih socijaldemokrata (SNSD), Socijalistička partija (SP), Demokratski narodni savez (DNS), Hrvatska demokratska zajednica Bosne i Hercegovine (HDZ BiH) und einem Parteilosen Minister. Es war das 14. Kabinett der Republika Srpska.

## Liste der Minister
| Amt oder Ressort                        | Name                                   | Partei | Partei    |
| --------------------------------------- | -------------------------------------- | ------ | --------- |
| Premierministerin                       | Željka Cvijanović                      |        | SNSD      |
| Arbeit und Veteranen                    | Petar Đokić                            |        | SP        |
| Bildung und Kultur                      | Goran Mutabdžija                       |        | SNSD      |
| Familie, Jugend und Sport               | Nada Tešanović                         |        | SNSD      |
| Finanzen                                | Zoran Tegeltija                        |        | SNSD      |
| Flüchtlinge und Vertriebene             | Davor Čordaš                           |        | HDZ BiH   |
| Gesundheit und Soziales                 | Slobodan Stanić bis 5. September 2013  |        | SNSD      |
| Gesundheit und Soziales                 | Dragan Bogdanić seit 7. September 2013 |        | SNSD      |
| Handel und Tourismus                    | Maida Ibrišagić Hrstić                 |        | SNSD      |
| Industrie, Energie und Bergbau          | Željko Kovačević                       |        | SNSD      |
| Inneres                                 | Radislav Jovičić                       |        | SNSD      |
| Justiz                                  | Gorana Zlatković                       |        | SP        |
| Land-, Forst- und Wasserwirtschaft      | Stevo Mirjanić                         |        | SNSD      |
| Raumplanung, Bauwesen und Ökologie      | Srebrenka Golić                        |        | SNSD      |
| Verkehr und Kommunikation               | Nedeljko Čubrilović                    |        | DNS       |
| Verwaltung und lokale Selbstverwaltung  | Lejla Rešić                            |        | DNS       |
| Wirtschaft und regionale Zusammenarbeit | Igor Vidović                           |        | SNSD      |
| Wissenschaft und Technologie            | Jasmin Komić                           |        | Parteilos |